# 里斯利·烏高卓古
里斯利·詹穆也·烏高卓古（法語： i//，2004年3月26日—）是一名法国職業足球員，司職中场，現時効力英超球會般尼。

## 球會生涯

### 雷恩
烏高卓古在9歲時加盟雷恩的青訓學院，他於2020年7月與雷恩簽下首張職業合約，為球會首位於2004年出生的球員。
2021年4月25日，烏高卓古於對陣迪安的法甲比賽中上演生涯地標戰，於比賽第89分鐘後備入替。同年5月9日，烏高卓古在對陣巴黎聖日耳門的比賽中首次正選上陣，協助球隊以1–1逼和對手。
2021年7月1日，烏高卓古與雷恩續約至2024年。他於8月26日首次於歐洲賽事上陣，在歐協聯外圍賽附加賽圈第二回合協助球隊以3–1擊敗洛辛堡並晉級分組賽。同年12月5日，烏高卓古射入職業生涯首個入球，協助球隊以5–0大勝聖伊天。
2022年6月23日，烏高卓古與雷恩續約至2025年，並於當季因球隊中場巴蒂斯特·桑塔馬里亞受傷而獲得上陣機會。

### 車路士
2023年8月1日，英超球會車路士宣布烏高卓古加盟，並簽下一紙為期七年的合約，球會亦有續約一年的選項。他於同月13日首次為車路士上陣，在對陣利物浦的英超揭幕戰的第90分鐘後備入替賓·捷維爾。

## 國家隊生涯
烏高卓古於2021年9月1日首次代表法國U18，並擔任隊長，球隊最終以2–1擊敗瑞士。
2022年9月22日，烏高卓古首次為法國U19上陣，球隊以2–0敗予葡萄牙。
2024年6月3日，他入選法國U23主場出戰2024巴黎奧運的初選名單。

## 個人生活
出生於法國的烏高卓古為尼日利亞裔。烏高卓古的叔叔是前雷恩及尼日利亞國家隊中堅昂耶卡奇·阿帕姆。

## 生涯統計

### 球會
最後更新：2023年8月25日
| 效力球會 | 球季     | 聯賽     | 聯賽 | 聯賽 | 國家盃賽 | 國家盃賽 | 聯賽盃賽 | 聯賽盃賽 | 洲際比賽 | 洲際比賽 | 其他 | 其他 | 總計 | 總計 |
| 效力球會 | 球季     | 聯賽     | 上陣 | 入球 | 上陣     | 入球     | 上陣     | 入球     | 上陣     | 入球     | 上陣 | 入球 | 上陣 | 入球 |
| -------- | -------- | -------- | ---- | ---- | -------- | -------- | -------- | -------- | -------- | -------- | ---- | ---- | ---- | ---- |
| 雷恩B隊  | 2020–21  | 法全國丙 | 5    | 0    | —        | —        | —        | —        | —        | —        | —    | —    | 5    | 0    |
| 雷恩     | 2020–21  | 法甲     | 3    | 0    | 0        | 0        | 0        | 0        | 0        | 0        | —    | —    | 3    | 0    |
| 雷恩     | 2021–22  | 法甲     | 18   | 1    | 0        | 0        | 0        | 0        | 4        | 0        | —    | —    | 22   | 1    |
| 雷恩     | 2022–23  | 法甲     | 26   | 0    | 2        | 0        | 0        | 0        | 7        | 0        | —    | —    | 35   | 0    |
| 雷恩     | 總計     | 總計     | 47   | 1    | 2        | 0        | 0        | 0        | 11       | 0        | —    | —    | 60   | 1    |
| 車路士   | 2023–24  | 英超     | 12   | 0    | 0        | 0        | 3        | 0        | —        | —        | —    | —    | 15   | 0    |
| 生涯總計 | 生涯總計 | 生涯總計 | 54   | 1    | 2        | 0        | 3        | 0        | 11       | 0        | 0    | 0    | 80   | 1    |

1. ↑  於歐協聯賽事上陣。
2. ↑  於歐霸盃賽事上陣。

## 外部連結
- Soccerway資料庫：里斯利·烏高卓古